# Cyprichromis zonatus
Cyprichromis zonatus är en fiskart som beskrevs av Takahashi, Hori och Nakaya 2002. Cyprichromis zonatus ingår i släktet Cyprichromis och familjen Cichlidae. Inga underarter finns listade i Catalogue of Life.